# 17935 Vinhoward
17935 Vinhoward là một tiểu hành tinh vành đai chính với chu kỳ quỹ đạo là 1473.7380494 ngày (4.03 năm).
Nó được phát hiện ngày 12 tháng 4 năm 1999.